# Francy Rädelt
Francy Rädelt (15 de mayo de 1996) es una deportista alemana que compite en lucha libre. En los Juegos Europeos de Minsk 2019 obtuvo una medalla de plata en la categoría de 76 kg.

## Palmarés internacional
| Juegos Europeos | Juegos Europeos     | Juegos Europeos  | Juegos Europeos |
| Año             | Lugar               | Medalla          | Categoría       |
| --------------- | ------------------- | ---------------- | --------------- |
| 2019            | Minsk (Bielorrusia) | Medalla de plata | 76 kg           |